# ʻUiha (Distrikt)
ʻUiha  ist einer der sechs Distrikte der Division Haʻapai im Königreich Tonga im Pazifik.

## Geographie
ʻUiha ist ein kleiner Distrikt mit nur 616 Einwohnern (Stand 2021). Er liegt zwischen den Distrikten Lulunga im Südosten und Lifuka (Pangai) im Nordwesten und umfasst neben der gleichnamigen Insel mit den Ortschaften ʻUiha und Felemea auch die Inseln Lofanga und Tofua.

## Bevölkerung
Der Distrikt umfasst die folgenden Ortschaften (die Insel Tofua mit dem ehemaligen Dorf Manaka gilt seit der Volkszählung 2006 als unbewohnt):
| Dorf    | Einwohner |
| ------- | --------- |
| ʻUiha   | 350       |
| Felemea | 140       |
| Lofanga | 126       |
| Tofua   | 0         |